# Пасекский сельсовет
Пасекский сельсовет — административная единица на территории Стародорожского района Минской области Республики Беларусь.

## Географическое положение
Граничит с Положевичским, Стародорожским, Языльским сельсоветами Стародорожского района, землями Любанского района Минской области.

## История
Пасекский сельский Совет образован в 1924 году.

## Состав
Пасекский сельсовет включает 6 населённых пунктов:
- Гостино — деревня.
- Пасека — агрогородок.
- Рубежи — деревня.
- Рухово — деревня.
- Синегово — деревня.
- Шушеровка — деревня.

## Производственная сфера
- 1 Пасекское лесничество ГОЛХУ «Стародорожский опытный лесхоз»
- Сельское хозяйство: филиал ПСХ «Синегово» ОАО «Стародорожский райагросервис»

## Социально-культурная сфера
- Здравоохранение: 2 фельдшерско-акушерских пункта.
- Образование: 1 детский сад-средняя школа, 1 детский сад-базовая школа.
- Социальная защита: 1 Дом социальных услуг.
- Культура: 1 сельский Дом культуры, 2 сельских клуба, 3 библиотеки